# St. Mariä Geburt (Monschau)

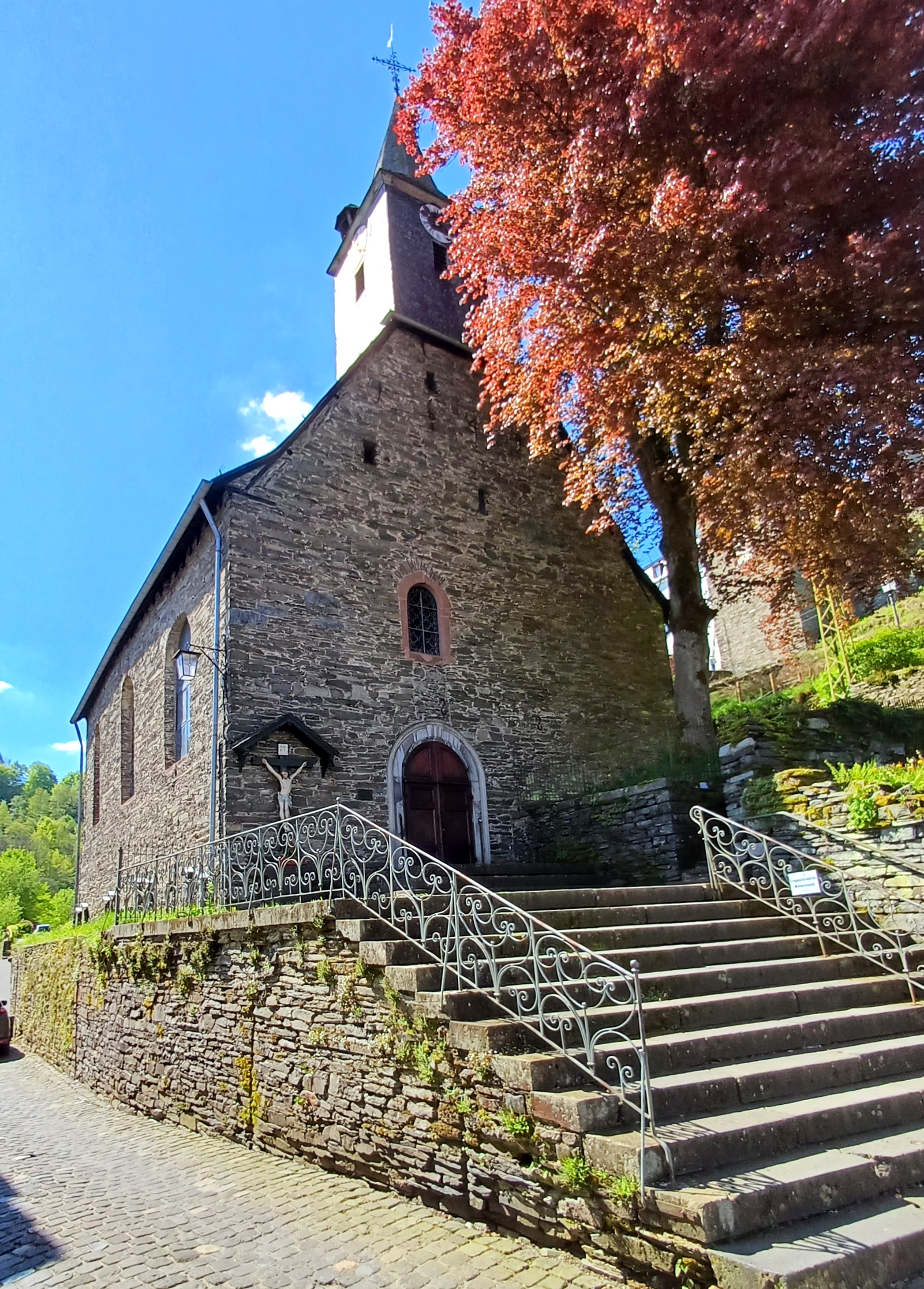
Blick von der Kirchstraße
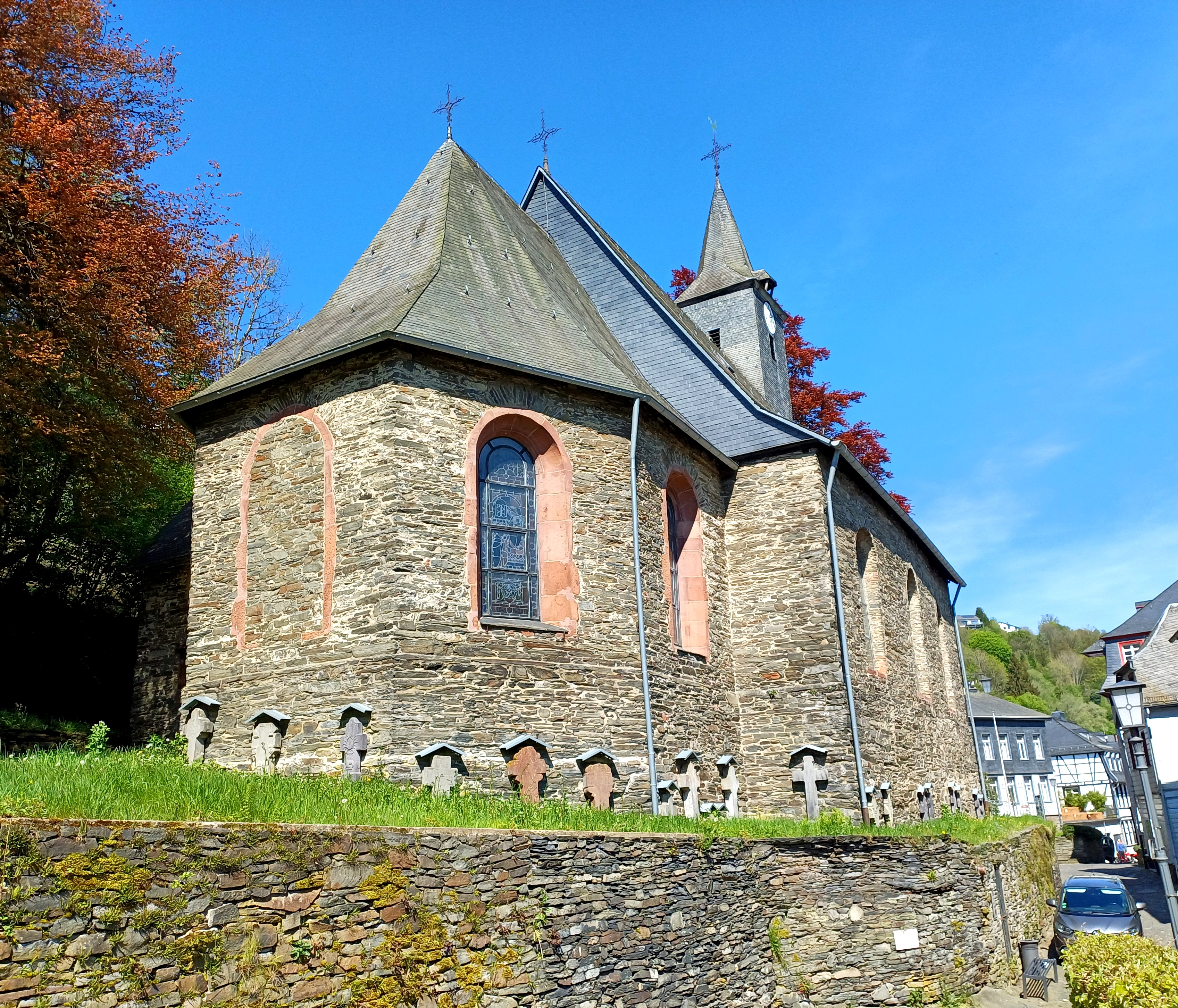
Rückseitige Ansicht mit Priestergräbern

Die Kirche St. Mariä Geburt ist ein denkmalgeschütztes barockes Kirchengebäude in Monschau in der Städteregion Aachen in Nordrhein-Westfalen. Sie wurde von 1649 bis 1650 durch die Prämonstratenserpatres des ehemaligen Klosters Reichenstein bei Kalterherberg und auf Initiative ihres Priors Stephan Horrichem als erste Pfarrkirche der Gemeinde errichtet.

## Geschichte
Vor dem 14. Jahrhundert gehörte der Ort Monschau zur Pfarrei Konzen und die Bewohner Monschaus waren deshalb gezwungen, ihre Gottesdienste in Konzen wahrzunehmen. Erst 1486 gestattete ihnen die Verwaltung der Burg Monschau, die vor 1336 erbaute Schlosskapelle zu nutzen, wobei Gottesdienste und Seelsorge bereits zu jener Zeit in den Händen von Prämonstratensern aus dem Kloster Reichenstein bei Kalterherberg lagen, Taufen, Trauungen und Beerdigungen jedoch weiterhin in Konzen stattfinden sollten. Nachdem sich diese Kapelle Mitte des 17. Jahrhunderts für die anwachsende Bevölkerung als zu klein erwies, veranlasste Prior Horrichem den Bau einer neuen Kirche im Ortszentrum unterhalb der Burg auf einem von dem einflussreichen Ehepaar Wilhelm Bewer († 4. Juli 1670) und Anna, geborene von der Hardt († 1676) gestifteten Grundstück gegenüber von Haus Rolshausen, wofür sie in der neuen Kirche später beigesetzt wurden. Finanziell wurde dieser Neubau getragen durch die Klosterverwaltung Reichenstein, den Landesherrn Herzog Wolfgang Wilhelm von Pfalz-Neuburg sowie durch zahlreiche Monschauer Bürger. Am 8. September 1650 wurde die Kirche eingeweiht und dem Patrozinium der Mariae Geburt und dem hl. Josef unterstellt. Zugleich wurde Monschau aus der Pfarrei Konzen gelöst und die neue Kirche zur Pfarrkirche erhoben. Damit löste sie die Schlosskapelle als zentrales Kirchengebäude ab, in der zuvor rund 300 Jahre lang die Gottesdienste für die Bewohner Monschaus stattgefunden hatten und die in der Folgezeit an Bedeutung verlor.
Im Verlauf der französischen Besatzungszeit wurde im Jahr 1802 das Minoritenkloster Monschau („Aukloster“) säkularisiert und die dazu gehörende Klosterkirche St. Mariä Empfängnis („Aukirche“) als Filialkirche zu St. Mariae Geburt angegliedert, die ihrerseits dadurch zur Hauptpfarre erklärt wurde. Das alte Kirchengebäude war ab Mitte des 19. Jahrhunderts jedoch der steigenden Bevölkerungszahl nicht mehr gewachsen und die Gottesdienste wurden schwerpunktmäßig in der Kirche St. Mariä Empfängnis abgehalten, die daraufhin ab 1863 zur Hauptpfarre aufgewertet und im Gegenzug St. Mariae Geburt zur Filialkirche abgestuft wurde. In der Folgezeit wurde letztere lediglich noch für besondere kirchliche Veranstaltungen und an bedeutenden Festtagen genutzt. Weil der Unterhalt von zwei Gotteshäusern eine zu große Belastung für die Gemeinde darstellte, wurde sie zudem recht stiefmütterlich behandelt. Ende des 19. Jahrhunderts gründete sich deswegen der „Liberatiusbauverein“, der sich durch Spendensammlungen maßgeblich um die Instandhaltung des Kirchengebäudes und der wertvollen Ausstattung kümmerte. Im Zweiten Weltkrieg wurde die Kirche von Granateinschüssen getroffen, erhielt aber erst in den Jahren 1971 bis 1978 eine grundlegende Restaurierung unter Führung der Architektin Ursula Legge-Suwelack.

## Baucharakteristik
Das Kirchengebäude ist aufgrund der örtlichen Tallage von Nord nach Süd ausgerichtet und zeigt sich als schmucklose einschiffige und dreijochige Saalkirche aus rohem Bruchsteinmauerwerk mit aufgesetztem Satteldach. Der Südbereich mit Chor und Apsis ist leicht zurückgebaut und mit einem abgewalmten Dach bedeckt. Über dem Nordgiebel mit dem Eingangsbereich erhebt sich ein kleiner viereckiger Glockenturm mit achtseitigem Helm und aufgesetztem Metallkreuz. In ihm hängt eine kleine Glocke aus der Werkstatt Josef Beduwe aus dem Jahr 1864, die zuvor in der Aukirche läutete, sowie eine zweite aus 1878. An der Eingangsseite des Turmes ist eine Kirchenuhr mit Glockengeläut angebracht, die noch aus dem Jahr 1511 stammt.
Aufgrund der Hanglage des Kirchengebäudes liegt deren Fundament höher als das Niveau der vorbeiziehenden Straße, was durch eine massive Stützmauer ausgeglichen wird und wodurch der Haupteingang nur über zwölf breite mit schmiedeeisernen Gittern gesicherte Stufen erreicht werden kann. Links der rundbogigen Eingangstür wurde ein großes Holzkreuz über einem breiten Steinsockel an der Wand befestigt, das von einem kräftigen Giebeldach geschützt wird. Rund zwanzig weitere kleinere Steinkreuze entlang der äußeren östlichen Kirchenwände erinnern an ehemalige Pfarrer der Kirche.
Für den Lichteinfall ins Kircheninnere sorgen im Bereich des Kirchenschiffes je Seite drei und im Bereich des Chores zwei große Rundbogenfenster mit Sandsteineinfassungen, deren Bleiverglasung im Jahr 1895 mehrheitlich in der Glasmalerei Dr. H. Oidtmann in Linnich als Antik- oder Kathedralglas hergestellt worden war.
Die Decke im Innerenraum ist mit einem Kreuzrippengewölbe verstärkt, deren relativ schmale Rippenbögen in ebenfalls zierliche Kämpfer übergehen. Die Kirche verfügt über circa 130 Sitz- und 100 Stehplätze.

## Ausstattung
Im 17. und 18. Jahrhundert wurde die Kirche Nutznießer der wirtschaftlichen Blüte Monschaus durch die Tuchindustrie. Sie erwarb wertvolle barocke Ausstattungsstücke aus verschiedenen anderen kirchlichen Einrichtungen oder durch Spenden einflussreicher Privatpersonen darunter:
- den hölzernen Hochaltar aus dem Kloster Reichenstein, erbaut 1780; über dem Tabernakelgehäuse eine Figur der Jungfrau Maria
- zwei hölzerne Seitenaltäre aus dem Jahr 1650 mit eingebauten Retabelnischen zwischen schmucken gewundenen Säulen, links der Marienaltar mit einer Figur der Mutter Gottes, gestiftet von Martin Bewer aus Monschau, Abt in der Reichsabtei St. Maximin in Trier, und rechts der Matthiasaltar mit einer Figur des Apostels Matthias, Stifter unbekannt.
- einen silbervergoldeten Schrein mit einer Reliquie des Stadtpatrons Liberatus, ein vermuteter sogenannter Katakombenheiliger[2], angefertigt 1769 von Anton Reuter[3].
- einen Taufstein aus Blaustein, gestiftet 1650 von Bürgern
- eine hölzerne Kanzel im Stil des Rokoko aus dem Jahr 1780, auf dem Deckel eine Figur des Apostels Paulus von Tarsus
- zehn Wandfiguren verschiedener Heiliger, mehrheitlich angefertigt im 18. Jahrhundert aus Lindenholz
- 14 Kreuzwegstationen aufgeteilt in zwei Blöcke, angefertigt im 19. Jahrhundert als Ölgemälde auf Metalluntergrund
- einen neuen Zelebrationsaltar und einen Ambo aus schwarzem Marmor aus dem Jahr 1998

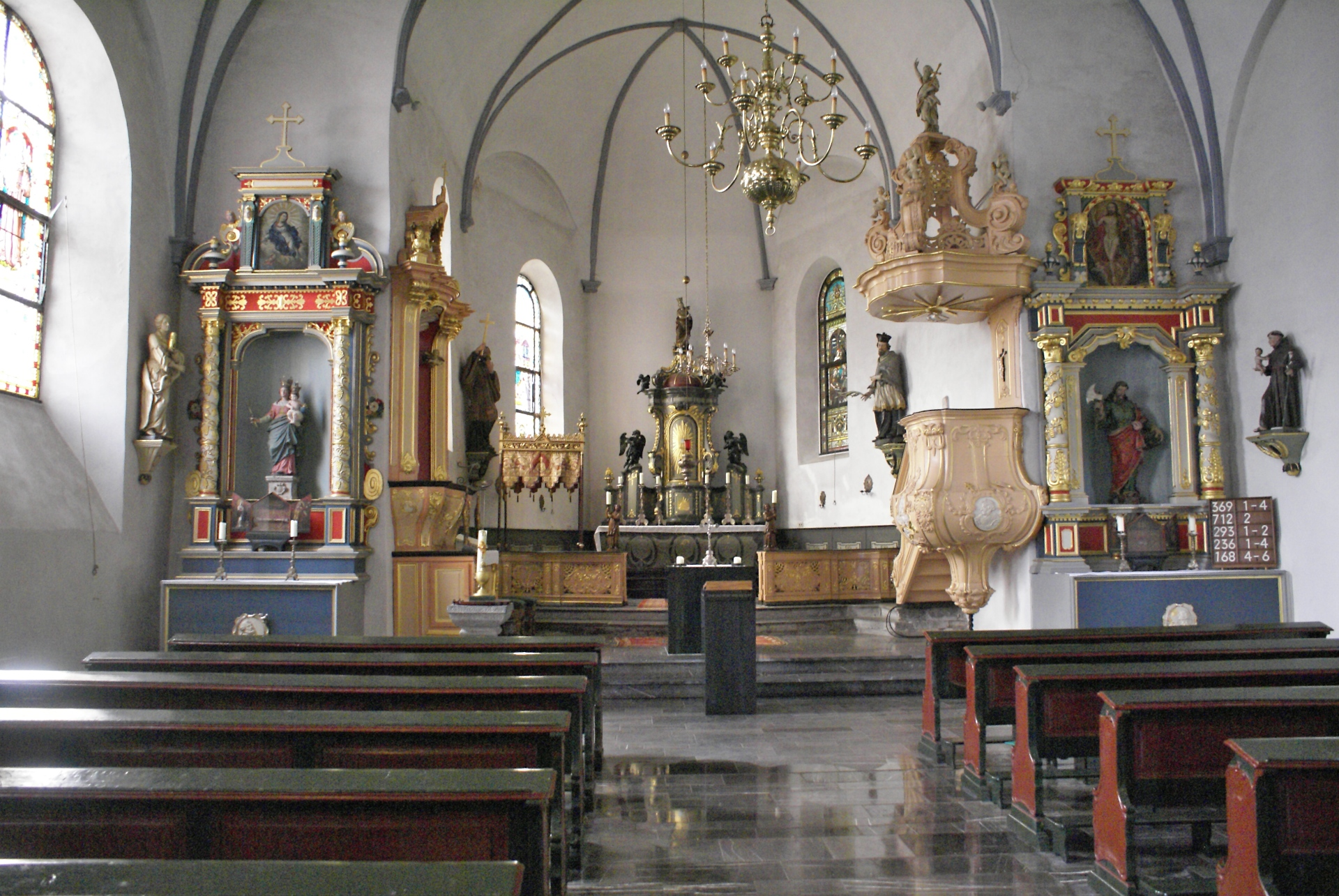
Innenraum mit barocker Ausstattung
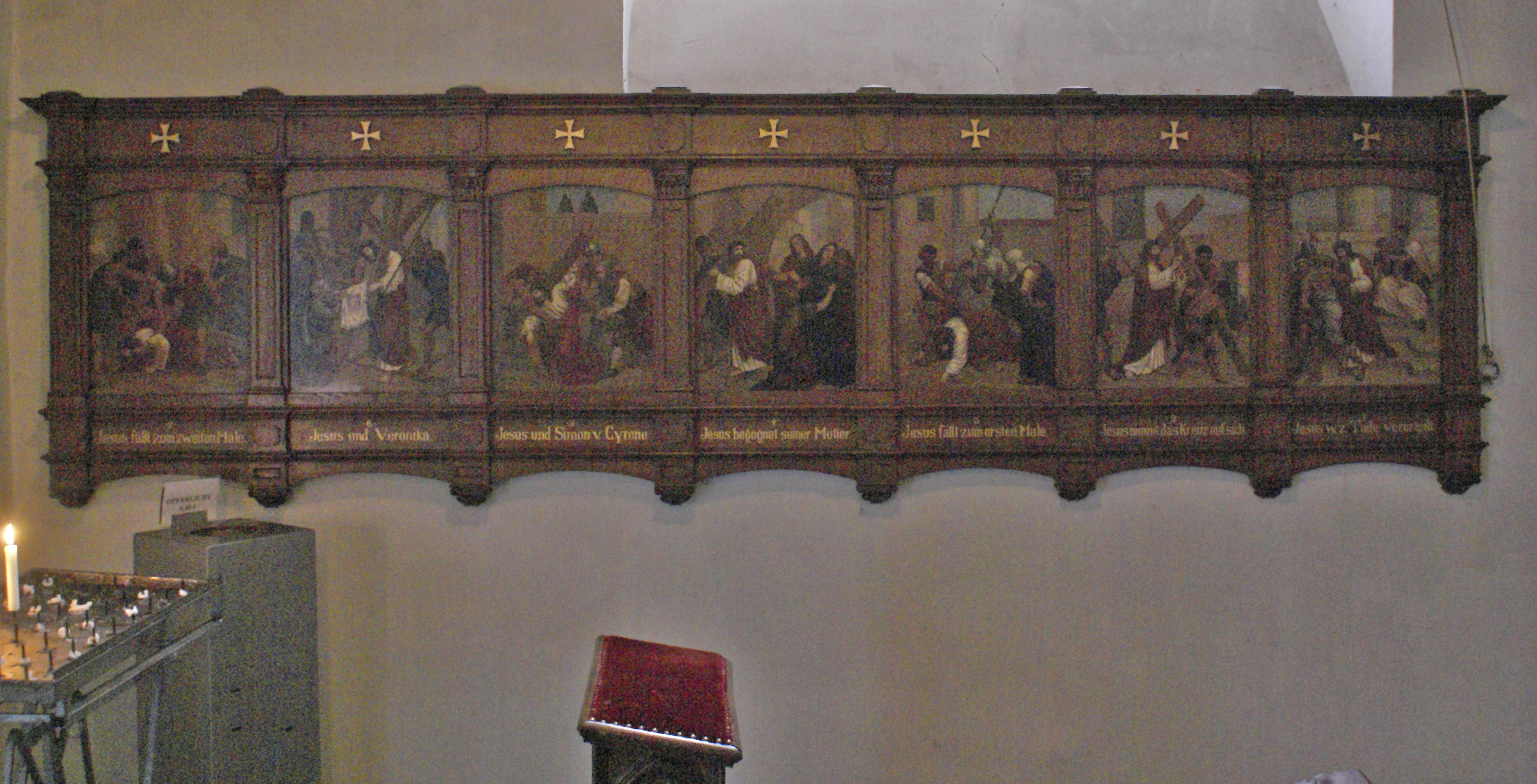
Teil des Kreuzwegs, linke Seite, Eingangsbereich

## Orgel
Die Orgel befindet sich in einem historischen Orgelgehäuse von 1741, welches zunächst im Kloster Mariawald in Heimbach stand. Der Erbauer des Gehäuses ist unbekannt. 1834 wurde das Gehäuse um ein Unterwerk erweitert. Das heutige Orgelwerk wurde 1983 von der Firma Weimbs Orgelbau in Hellenthal geschaffen. Das rein mechanische Schleifladen-Instrument hat 13 Register auf zwei Manualwerke und Pedal.
| I Hauptwerk C–f3 |           |       |
| 1.               | Principal | 8′    |
| 2.               | Rohrflöte | 8′    |
| 3.               | Oktave    | 4′    |
| 4.               | Gemshorn  | 2′    |
| 5.               | Mixtur IV | 1 ⁄3′ |
| 6.               | Trompete  | 8′    |

| II Unterwerk C–f3 |                         |       |
| 07.               | Metallgedeckt           | 8′    |
| 08.               | Flauto                  | 4′    |
| 09.               | Principal               | 2′    |
| 10.               | Larigot                 | 1 ⁄3′ |
| 11.               | Sesquialtera II (ab c0) |       |
|                   | Tremulant               |       |

| Pedalwerk C– |              |     |
| 12.          | Subbaß       | 16′ |
| 13.          | Gedecktflöte | 08′ |

- Koppeln: II/I, I/P, II/P.